# Zuid-Korea op de Olympische Winterspelen 1960
Tijdens de Olympische Winterspelen van 1960, die in Squaw Valley (Verenigde Staten) werden gehouden, nam Zuid-Korea voor de derde keer deel.

## Deelnemers en resultaten

### Alpineskiën
| Olympiër       | Discipline       | Resultaat | Prestatie                      |
| -------------- | ---------------- | --------- | ------------------------------ |
| Yim Kyung-soon | afdaling (m)     | 61e       | 3.34,4 (+1.28,4)               |
| Yim Kyung-soon | reuzenslalom (m) | dq        | diskwalificatie                |
| Yim Kyung-soon | slalom (m)       | 40e       | 4.56,1 (+2.47,2) 2.20,9+2.35,2 |

### Langlaufen
| Olympiër    | Discipline | Resultaat | Prestatie            |
| ----------- | ---------- | --------- | -------------------- |
| Kim Ha-yoon | 15 km (m)  | 54e       | 1:15.26,5 (+23.31,0) |
| Kim Ha-yoon | 30 km (m)  | 45e       | 2:48.37,2 (+57.33,3) |

### Schaatsen
| Olympiër       | Discipline   | Resultaat | Prestatie         |
| -------------- | ------------ | --------- | ----------------- |
| Choi Young-bai | 1500 m (m)   | 42e       | 2.26,7 (+16,3)    |
| Choi Young-bai | 5000 m (m)   | 34e       | 8.57,8 (+1.06,5)  |
| Choi Young-bai | 10.000 m (m) | 28e       | 18.15,5 (+2.28,9) |
| Chang Rin-won  | 1500 m (m)   | 44e       | 2.30,7 (+20,3)    |
| Chang Rin-won  | 5000 m (m)   | 35e       | 9.01,6 (+1.10,3)  |
| Chang Rin-won  | 10.000 m (m) | 26e       | 17.45,7 (+1.59,1) |
| Chang Young    | 500 m (m)    | 44e       | 50,0 (+9,8)       |
| Chang Young    | 1500 m (m)   | 41e       | 2.25,3 (+14,9)    |
|                |              |           |                   |
| Han Hye-ja     | 500 m (v)    | 22e       | 53,8 (+7,9)       |
| Han Hye-ja     | 1000 m (v)   | 20e       | 1.48,8 (+14,7)    |
| Han Hye-ja     | 1500 m (v)   | 23e       | 2.55,6 (+30,4)    |
| Kim Kyung-hoy  | 500 m (v)    | 21e       | 53,2 (+7,3)       |
| Kim Kyung-hoy  | 1000 m (v)   | dnf       | opgave            |
| Kim Kyung-hoy  | 1500 m (v)   | 21e       | 2.48,6 (+23,4)    |
| Kim Kyung-hoy  | 3000 m (v)   | 20e       | 6.08,2 (+53,9)    |

Argentinië · Australië · Bulgarije · Canada · Chili · Denemarken · Duits eenheidsteam · Finland · Frankrijk · Groot-Brittannië · Hongarije · IJsland · Italië · Japan · Libanon · Liechtenstein · Nederland · Nieuw-Zeeland · Noorwegen · Oostenrijk · Polen · Sovjet-Unie · Spanje · Tsjecho-Slowakije · Turkije · Verenigde Staten · Zuid-Afrika · Zuid-Korea · Zweden · Zwitserland